# Jil Teichmann
Jil Belén Teichmann (nascida em 15 de julho de 1997) é uma tenista profissional suíça. 
Teichmann foi classificada pela Women's Tennis Association (WTA) como a 21ª do mundo em simples e a 73ª em duplas. Ela ganhou dois títulos de simples e dois de duplas no WTA Tour além de um título de duplas em torneios WTA 125, além de oito títulos de simples e oito de duplas no Circuito feminino da ITF.
Ex-número 3 do mundo júnior, Teichmann conquistou um título de Grand Slam no evento de duplas femininas no US Open de 2014. Naquele ano, ela também ganhou a medalha de ouro para a Suíça em duplas mistas nos Jogos Olímpicos da Juventude em Nanjing.
Sua estreia como jogadora sênior ocorreu em maio de 2019, quando ela conquistou seu primeiro título WTA em Praga. Em julho daquele ano, ela ganhou outro título do torneio WTA após conseguir sua primeira vitória entre os 10 primeiros sobre Kiki Bertens. Ela continuou progredindo, em março de 2021 chegando às semifinais de um torneio WTA 1000 no Dubai Championships. Com essas atuações ela entrou no top 50. Mais tarde naquele ano, ela chegou à final do Cincinnati Open, outro evento WTA 1000, derrotando Naomi Osaka, Belinda Bencic e Karolína Plíšková, antes de cair para o número 1 do mundo, Ashleigh Barty.

## Vida pessoal e antecedentes
Jil Teichmann nasceu em 15 de julho de 1997, filha de Regula e pai de Jacques. Ela nasceu e cresceu em Barcelona, mas seus pais são de Zurique. Apesar de ter nascido em Barcelona, Teichmann não possui passaporte espanhol, assumindo portento, a nacionalidade suíça de seus pais. Na juventude, experimentou vários esportes, mas depois decidiu jogar tênis em nível profissional. Ela fala cinco idiomas diferentes: alemão, espanhol, inglês, francês e catalão.

## Carreira júnior
Teichmann é a ex-jogadora número 3 do mundo na categoria júnior. Ela fez sua estreia no ITF Junior Circuit em fevereiro de 2011 no Grade-4 Swiss Junior Trophy, onde chegou à final em duplas. Em setembro de 2011, ela ganhou seu primeiro título júnior no Grau-5 Luzern Junior Competition em simples. Em outubro de 2012, ela chegou às quartas de final da Copa do Prefeito de Osaka Grau A em simples. Ela conquistou seu primeiro título de duplas no Swiss Junior Trophy em fevereiro de 2013. Em sua estreia em torneios Grand Slam no Australian Open de 2014, ela chegou às quartas de final em duplas. Em março de 2014, conquistou o torneio Grau A no "Campeonato Internacional Juvenil de Tênis de Porto Alegre", conquistando títulos em simples e duplas.
Ela então continuou com sucesso, conquistando o título em duplas em outro torneio Grau A, o Trofeo Bonfiglio, e chegou às semifinais em simples. No Torneio de Wimbledon de 2014, ela também chegou às semifinais em duplas. Em julho de 2014, ela alcançou as quartas de final de simples e as semifinais de duplas do Campeonato Europeu Júnior. Ela então conquistou o título de duplas femininas do US Open de 2014 junto com Ipek Soylu [en], derrotando Vera Lapko [en] e Tereza Mihalíková [en] na final. No Aberto da França de 2015, ela chegou às quartas de final em simples e às semifinais em duplas. Ela alcançou outras quartas de final do Grand Slam de duplas em 2015 em Wimbledon. Ela terminou sua carreira júnior no Campeonato Europeu Júnior de 2015, onde chegou à final em simples. Como júnior, ela ganhou um título de simples e oito de duplas no total.

## Carreira profissional

### 2013–18: Primeiros passos
Teichmann fez sua estreia no Circuito Feminino da ITF no evento de US$ 10k em Kreuzlingen em fevereiro de 2013. Em junho do mesmo ano, ela alcançou sua primeira semifinal da ITF no US$ 10k Bredeney Ladies Open [en].
Um ano depois, Teichmann alcançou outra semifinal da ITF, desta vez no evento de US$ 25k em  Lenzerheide que perdeu para Elizaveta Kulichkova. Em outubro de 2014, ela alcançou sua primeira final da ITF, mas perdeu para Polina Leykina [en] no evento de US$ 10k em Xarm el-Xeikh. Em agosto de 2015, ela ganhou seu primeiro título ITF no evento de US$ 15 mil em Braunschweig, derrotando Ekaterina Alexandrova na final.
Em maio de 2016, ela fez sua estreia no WTA Tour, jogando no Internationaux de Strasbourg, onde também registrou sua primeira vitória no WTA Tour, derrotando Kurumi Nara [en] na primeira rodada. No US Open de 2016, ela fez sua estreia em um torneio Major na qualificatória, mas não conseguiu chegar à chave principal. Em maio de 2017, ela terminou em segundo lugar no US$ 100k Open de Cagnes-sur-Mer, perdendo para Beatriz Haddad Maia na final. Em setembro, ela chegou à segunda rodada do Premier 5 Wuhan Open, que foi sua primeira participação nesse nível. No US Open de 2018, ela fez sua estreia na chave principal do Grand Slam e também registrou sua primeira vitória nesse nível.

### 2019–20: Avanços, dois títulos de simples do WTA Tour, top 100
Teichmann conquistou seu primeiro título de simples do WTA Tour ao passar pelas qualificatórias para vencer o Aberto de Praga em maio de 2019, derrotando Karolína Muchová na final. A vitória a levou ao Top 100 do ranking da WTA. Em julho, ela chegou às quartas de final do Aberto da Suíça, onde perdeu para Tamara Korpatsch [en]. Na semana seguinte, ela venceu o Palermo Ladies Open, garantindo sua primeira vitória entre as 10 primeiras com uma vitória sobre Kiki Bertens na final. Em agosto de 2020, ela chegou a outra final do WTA, mas perdeu para Jennifer Brady no Lexington Challenger [en]. Em setembro, chegou às quartas de final do Internationaux de Strasbourg, onde perdeu para Elina Svitolina.

### 2021: Primeira final do WTA 1000, quatro vitórias no Top 10, Top 50
No evento preparatório para o Australian Open, o Gippsland Trophy, Teichmann perdeu para Coco Gauff na primeira rodada em jogo equilibrado de três sets. Depois, no Australian Open, ela foi derrotada novamente por Gauff. Após essas derrotas, ela progrediu ao chegar às quartas de final no Phillip Island Trophy, em Melbourne. Ela derrotou três jogadoras romenas consecutivamente, Mihaela Buzărnescu, Monica Niculescu e Patricia Maria Țig, pouco antes de sofrer uma derrota para Marie Bouzková.
Na semana seguinte, Teichmann avançou para sua primeira semifinal de nível Premier em Adelaide. No caminho, ela derrotou Kristina Mladenovic, Wang Qiang e Anastasija Sevastova. A eventual campeã Iga Świątek venceu em dois sets na semifinal.
Seu próximo passo foi o evento WTA 1000 em Dubai. Depois de derrotar a vinda da qualificatória Katarina Zavatska [en] na primeira rodada, ela derrotou a jogadora do top 10 Petra Kvitová e alcançou sua primeira terceira rodada em um torneio WTA 1000. Ela seguiu com uma vitória sobre Ons Jabeur e depois se vingou de Gauff pelas duas derrotas consecutivas naquele ano. Com a vitória ela chegou às semifinais onde enfrentou Barbora Krejčíková, e perdeu em sets diretos. Como resultado, ela alcançou o top 50 no 41º lugar do mundo, em 15 de março de 2021.
O próximo torneio de Teichmann foi o WTA 1000 Miami Open, no qual ela foi forçada a desistir durante a partida da primeira rodada contra Paula Badosa. No entanto, ela veio para o Aberto de Madrid, começando com uma virada sobre a número 5 do mundo, Elina Svitolina, salvando seis match points. Na rodada seguinte, ela foi eliminada por Badosa em jogo de três sets.
Classificada como 76ª do ranking no WTA 1000 Cincinnati Open, Teichmann chegou à final tendo recebido um "wild card", derrotando no caminho a número 2 do mundo e segunda cabeça de chave, Naomi Osaka, nas oitavas de final, a décima cabeça de chave Belinda Bencic nas quartas de final, e a quinta cabeça de chave Karolína Plíšková nas semifinais para chegar à maior final de sua carreira. Na final, ela perdeu em sets diretos para a então N° 1 do mundo Ashleigh Barty.

### 2022: Terceira semifinal de WTA 1000, estreia no Top 25, quarta rodada em Major
Teichmann alcançou sua terceira semifinal em WTA 1000 da carreira no Aberto de Madrid, após quatro vitórias consecutivas sobre Petra Kvitová, Leylah Fernandez, Elena Rybakina e Anhelina Kalinina nas quartas de final. Apesar de ter sido eliminada na semifinal por Jessica Pegula, Teichmann entrou entre as 30 primeiras no 29º lugar do mundo pela primeira vez após o torneio. No Aberto da Itália, ela registrou uma vitória consecutiva contra Rybakina no mesmo nível do torneio anterior, o Madrid 1000, para chegar novamente às quartas de final em uma maratona de mais de três horas. Foi sua 13ª vitória no Top 20 da carreira, com a 12ª conquistada um dia antes sobre Karolína Plíšková. Como resultado, ela garantiu sua estreia entre as 25 primeiras no 24º lugar do mundo, em 16 de maio de 2022.
No Aberto da França, Teichmann chegou à terceira rodada, depois de vencer a sérvia Olga Danilović em dois sets, pela primeira vez na carreira em onze tentativas. Ela deu um passo além para chegar à quarta rodada, nunca tendo passado da segunda rodada em um Major antes, derrotando Victoria Azarenka em uma partida de três sets com duração de três horas e 18 minutos, a partida mais longa até então. Esta foi sua sétima de 14 vitórias entre as 20 primeiras em 2022. Como 18ª cabeça de chave em Wimbledon, depois de uma sequência incrível no Aberto da França, Teichmann perdeu na primeira rodada para Ajla Tomljanović, em sets diretos.

### 2023: Oitava vitória entre as Top 10, Top 100, temporada péssima de simples, segundo título de duplas
Teichmann chegou à terceira rodada em Indian Wells pela primeira vez neste torneio, derrotando a nona cabeça de chave e compatriota Belinda Bencic em sua primeira vitória entre as 10 primeiras da temporada.
Ela conquistou seu segundo título de duplas WTA com Jodie Burrage no Transylvania Open.

## Representação nacional

### Júnior
Nos Jogos Olímpicos de Verão da Juventude de 2014 na China, ela ganhou a medalha de ouro em duplas mistas, ao lado de Jan Zieliński [en]. Eles derrotaram Ye Qiuyu [en] da China e Jumpei Yamasaki [en] do Japão na final.